# 基利库拉
基利库拉（西班牙语：Quilicura），是智利聖地亞哥首都大區聖地亞哥省的一個市鎮，鄰近首都圣地亚哥。近年經歷了快速城市化，令人口大幅增加。参见智利圣地亚哥。